# Geòdids
Els geòdids (Geodiidae) són una família de demosponges marines de l'ordre Tetractinellida.

## Subfamílies
- Calthropellinae von Lendenfeld, 1907
- Erylinae Sollas, 1888
- Geodiinae Sollas, 1888

## Gèneres
- Caminella Lendenfeld, 1894
- Caminus Schmidt, 1862
- Depressiogeodia Cárdenas, Rapp, Schander & Tendal, 2010 (nom temporal)
- Erylus Gray, 1867
- Geodia Lamarck, 1815
- Melophlus Thiele, 1899
- Pachymatisma Bowerbank in Johnston, 1842
- Penares Gray, 1867